# Susanna de la Croix
Susanna de la Croix (La Haia, 1756 – La Haia, 1789) fou una pintora neerlandesa.
La Croix va néixer a la Haia filla del també pintor Pierre Frederic de la Croix del que va realitzar el seu retrat. Es va casar amb Jan van Os pintor de flors el 1775 i van tenir cinc fills dels quals tres van arribar a una edat adulta i van ser pintors: Pieter, Maria Margaretha i Georgius.
La Croix va morir a la Haia. Únicament es troba una pintura signada per ella, però fins i tot està datada de 1793, per tant, després de la seva mort.